# Capo Kamui
Capo Kamui (神威岬?, Kamui-misaki) è un capo situato nella penisola di Shakotan lungo la costa occidentale dell'isola di Hokkaidō, in Giappone. Un terremoto avvenuto nel 1940 qui fece 10 vittime.